# Çorovodë
Çorovodë (em albanês:  bashkia) é uma cidade e município da Albânia capital do distrito de Skrapar, prefeitura de Berat.